# 貝爾克里克鎮區 (伊利諾伊州克里斯蒂安縣)
貝爾克里克鎮區（英語：Bear Creek Township）是位於美國伊利諾伊州克里斯蒂安縣的一個行政鎮區。

## 地方資料
根據2010年美國人口普查的數據，貝爾克里克鎮區的面積為92.80平方千米，當中陸地面積為92.80平方千米，而水域面積為0.00平方千米。當地共有人口478人，而人口密度為每平方千米5.15人。